# Cecilia Dreymüller
Cecilia Dreymüller (Nohn, Alemanya, 1962) és una crítica literària i traductora alemanya. Doctorada en filologia, és professora del Goethe-Institut Barcelona i crítica literària al diari Süddeutsche Zeitung, l'emissora Deutschlandfunk, el diari Avui, la Revista de Occidente i la Revista de libros. També col·labora habitualment en el suplement cultural Babelia del diari El País. És autora, en llengua alemanya, dels assajos Die Lippen des Mondes: Spanische Lyrikerinnen der Gegenwart (1950-1990) (Wilhelmsfeld, 1996), Dissidenten der Geschlechterordnung: Schwule und lesbische Literatur auf der Iberischen Halbinsel (Gender Studies Romanistik) (coautora, 2001), i, en llengua castellana, de l'obra Incisiones. Panorama crítico de la narrativa en lengua alemana desde 1945 (Galaxia Gutenberg, 2008). Ha editat el llibre de Peter Handke Preguntando entre lágrimas (Alento, 2011), sobre Iugoslàvia i el Tribunal Internacional de L'Haia.